# Gobierno de Julio César Turbay
El gobierno de Julio César Turbay inició el 7 de agosto de 1978 y finalizó el 7 de agosto de 1982, su predecesor fue el gobierno de Alfonso López Michelsen y su sucesor fue el gobierno de Belisario Betancur.

## Presidencia
Días antes de su posesión, el 21 de julio de 1978, fue condecorado por el saliente presidente López Michelsen con la Cruz de Boyacá, en una ceremonia donde estuvieron presentes la saliente y entrante primeras damas de la nación. 
El período presidencial de Turbay Ayala coincidió con el crecimiento del movimiento guerrillero M-19, que asestó sus golpes más famosos; así como con el surgimiento de la violencia y el secuestro relacionados con el tráfico ilícito de drogas. El ataque que libró contra la insurgencia llevó a numerosos atropellos a los derechos humanos, pero así mismo permitió que el narcotráfico creciera sin control ante la falta de acción del estado colombiano. 
Turbay fue asimismo objeto de numerosos chistes e imitaciones humorísticas debido a su voz nasal y a su costumbre de usar corbatines, que recuperó del padre de su antecesor: Alfonso López Pumarejo. También por su aparente quietud y su falta de coherencia a la hora de responder a la prensa. La CIA en documentos desclasificados informaba que por su ascendencia libanesa y su falta de educación no era tomado en serio en las cumbres del poder. 
Infortunadamente, aún se le recuerda como uno de los presidentes más impopulares que ha tenido Colombia, en particular, dada su tácita aceptación de que un gobierno al parecer "requiere" de un cierto nivel de ilegalidad para poder funcionar, y/o, de que el botín burocrático en las entidades oficiales es una especie de "mal necesario". Así mismo, es particularmente conocida la desafortunada promesa que hizo en su campañaː "Reduciré la corrupción hasta sus justas proporciones", en la que supuestamente hablaba la corrupción.

### Gabinete
| Ministerio                               | Imagen | Titular                         | Partido | Periodo     |
| Ministro de Gobierno                     |        | Germán Zea Hernández            |         | 1978 - 1981 |
| Ministro de Gobierno                     |        | Jorge Mario Eastman             |         | 1981 -1982  |
| Ministro de Comunicaciones               |        | José Manuel Arias Carrizosa     |         | 1978 -1980  |
| Ministro de Comunicaciones               |        | Gabriel Melo Guevara            |         | 1980 -1981  |
| Ministro de Comunicaciones               |        | Antonio Abello Roca             |         | 1981 -1982  |
| Ministerio de Hacienda y Crédito Público |        | Jaime García Parra              |         | 1978 - 1981 |
| Ministerio de Hacienda y Crédito Público |        | Eduardo Wiesner Duran           |         | 1981 -1982  |
| Ministro de Desarrollo Económico,        |        | Gilberto Echeverri Mejia        |         | 1978-1980   |
| Ministro de Desarrollo Económico,        |        | Andrés Restrepo Londoño         |         | 1980-1981   |
| Ministro de Desarrollo Económico,        |        | Gabriel Melo Guevara            |         | 1981-1982   |
| Ministro de Minas y Energía              |        | Alberto Vázquez Restrepo        |         | 1978 - 1980 |
| Ministro de Minas y Energía              |        | Humberto Ávila Mora             |         | 1980-1981   |
| Ministro de Minas y Energía              |        | Carlos Rodado Noriega           |         | 1981-1982   |
| Ministro de Defensa Nacional             |        | Gral. Luis Carlos Camacho Leyva |         | 1978 - 1982 |
| Ministro de Justicia                     |        | Hugo Escobar Sierra             |         | 1978 - 1980 |
| Ministro de Justicia                     |        | Felio Andrade Manrique          |         | 1980 -1982  |
| Ministro de Educación                    |        | Rodrigo Lloreda Caicedo         |         | 1978 - 1980 |
| Ministro de Educación                    |        | Guillermo Ángulo Gómez          |         | 1980 -1981  |
| Ministro de Educación                    |        | Carlos Alban Holguin            |         | 1981-1982   |
| Ministro de Agricultura                  |        | Germán Bula Hoyos               |         | 1978 - 1980 |
| Ministro de Agricultura                  |        | Gustavo Dager Chadid            |         | 1980 -1981  |
| Ministro de Agricultura                  |        | Luis Fernando Londoño Capurro   |         | 1981-1982   |
| Ministro de Relaciones Exteriores        |        | Indalecio Liévano Aguirre       |         | 1978        |
| Ministro de Relaciones Exteriores        |        | Diego Uribe Vargas              |         | 1978 -1981  |
| Ministro de Relaciones Exteriores        |        | Carlos Lemos Simmonds           |         | 1981-1982   |
| Ministro de Trabajo y Seguridad Social   |        | Rodrigo Marin Bernal            |         | 1978-1980   |
| Ministro de Trabajo y Seguridad Social   |        | Laureano Alberto Arellano       |         | 1980 -1981  |
| Ministro de Trabajo y Seguridad Social   |        | Maristella Sanin de Aldana      |         | 1981-1982   |
| Ministro de Salud Pública                |        | Alfonso Jaramillo Salazar       |         | 1978 - 1982 |
| Ministro de Obras Pública y Transporte   |        | Enrique Vargas Ramírez          |         | 1978 - 1982 |

## Relaciones diplomáticas
Las negociaciones de paz con los grupos guerrilleros fracasaron, y en términos de política exterior el país se movió a la derecha, mostrándose como un aliado de los Estados Unidos, primero con Jimmy Carter, y luego con Ronald Reagan, quien empezó a exigir resultados al gobierno colombiano sobre el control del tráfico de drogas. Incluso apoyando la causa británica durante la Guerra de las Malvinas, posición que aisló al país respecto a las demás naciones latinoamericanas. Bajo la administración de Turbay Ayala, Colombia cortó sus lazos diplomáticos con Cuba debido al apoyo de Fidel Castro a las guerrillas.

### Medidas económicas
Su gobierno enfatizó la producción, la seguridad y el empleo, con avances significativos en infraestructura, particularmente en el sector eléctrico. Sin embargo, sus políticas económicas no fueron exitosas: los precios del café cayeron, en tanto que la inflación y la deuda exterior aumentaron, mientras que el empleo solo creció en el sector informal. 

## Seguridad y conflicto armado interno

### Estatuto de Seguridad
Se destacó durante su mandato por el polémico Estatuto de Seguridad, convocado para contrarrestar los diferentes movimientos rebeldes surgidos en la década anterior. Se llevaron a cabo torturas, desapariciones forzadas y otras violaciones a los derechos humanos, que provocaron el exilio de numerosos intelectuales, entre ellos el escritor Gabriel García Márquez. Se limitaron las libertades de expresión y movilización, se amplió el marco del Código Penal Militar sobre los civiles y se consagró la violación del habeas corpus.
Fue desempolvado el Artículo 28 de la Constitución de Colombia de 1886, que permitía la detención hasta por 10 días de personas sospechosas de alterar el orden público. Además, tales recursos jurídicos facilitaron los excesos de la fuerza pública, al permitirles realizar detenciones arbitrarias y prolongadas, interrogatorios con torturas y procesos militares sin garantías de defensa. Se presentaron violaciones a los Derechos Humanos, una ofensiva contra los sindicatos y las centrales obreras.
También son célebres sus afirmacionesː "En Colombia no existe ni un preso político". El único preso político en Colombia soy yo.

### Guerra contra el M-19

Bandera del M-19

En el año nuevo de 1979, el M-19 realizó el Robo de armas del Cantón Norte en Bogotá y robaron 5000 armas. La operación fue bautizada como Ballena Azul. Los guerrilleros alquilaron una vivienda cercana al batallón, y durante varios meses cavaron un túnel hasta la bodega. El 31 de diciembre de 1978 desocuparon la bodega, dejando grafitis en las paredes atribuyéndose el hecho. El Ejército Nacional en represalia desarticula las redes de militantes del M-19 y recupera parte del arsenal perdido. 
En febrero de 1980, el M-19 realiza la Toma de la embajada de la República Dominicana y secuestró a 15 diplomáticos: 67 días después, tras las negociaciones con los rebeldes, estos viajaron a Cuba con algunos de los rehenes y allí los liberaron, dando fin a la toma. Se dijo después que se había pagado a los secuestradores por la liberación de los rehenes, versión que el gobierno negó. Parte de la opinión pública manifestaba su aprobación a las propuestas de acuerdo nacional de los miembros del M-19 desde la cárcel. El M-19 realiza la fallida invasión por la Costa Pacífica por una columna de 150 hombres, detenida por la Operación Córdova de las FF.MM. El M-19, el 11 de marzo de 1981 se toma Mocoa (Putumayo).
El M-19 en agosto toma Belén de los Andaquíes y atacó con disparos de mortero la Casa de Nariño el 20 de julio de 1981. El presidente conformó en septiembre de 1981 una Comisión Nacional de paz, integrada por 9 miembros y encabezada por Carlos Lleras Restrepo, que fracasó en el diálogo con los insurgentes. El 20 de octubre de 1981, el M-19 secuestró un avión de Aeropesca en Medellín, lo cargaron con armas en La Guajira y finalmente lo hicieron acuatizar en el Río Orteguaza (Caquetá). El 15 de noviembre, se presentó el hundimiento de El Karina (embarcación del M-19) por la Armada Nacional, cuando pretendía ingresar armas por la costa pacífica.
La Comisión nacional de Paz continuó con sus labores y propuso una amnistía, expedida por el Decreto ley 474 de 1982 recibió una nueva negativa como respuesta. De igual forma se reorganizan el ELN, el EPL y el crecimiento de las FARC-EP que pasan de 6 frentes en 1978 a 27 en 1982 que realizan el Ataque a Puerto Crevo (Meta) el 18 de agosto de 1980, (la denominada Operación Cisne Tres por la subversión) fue el primero en el que una unidad completa de las FF.MM. es reducida.

### Narcotráfico y paramilitarismo

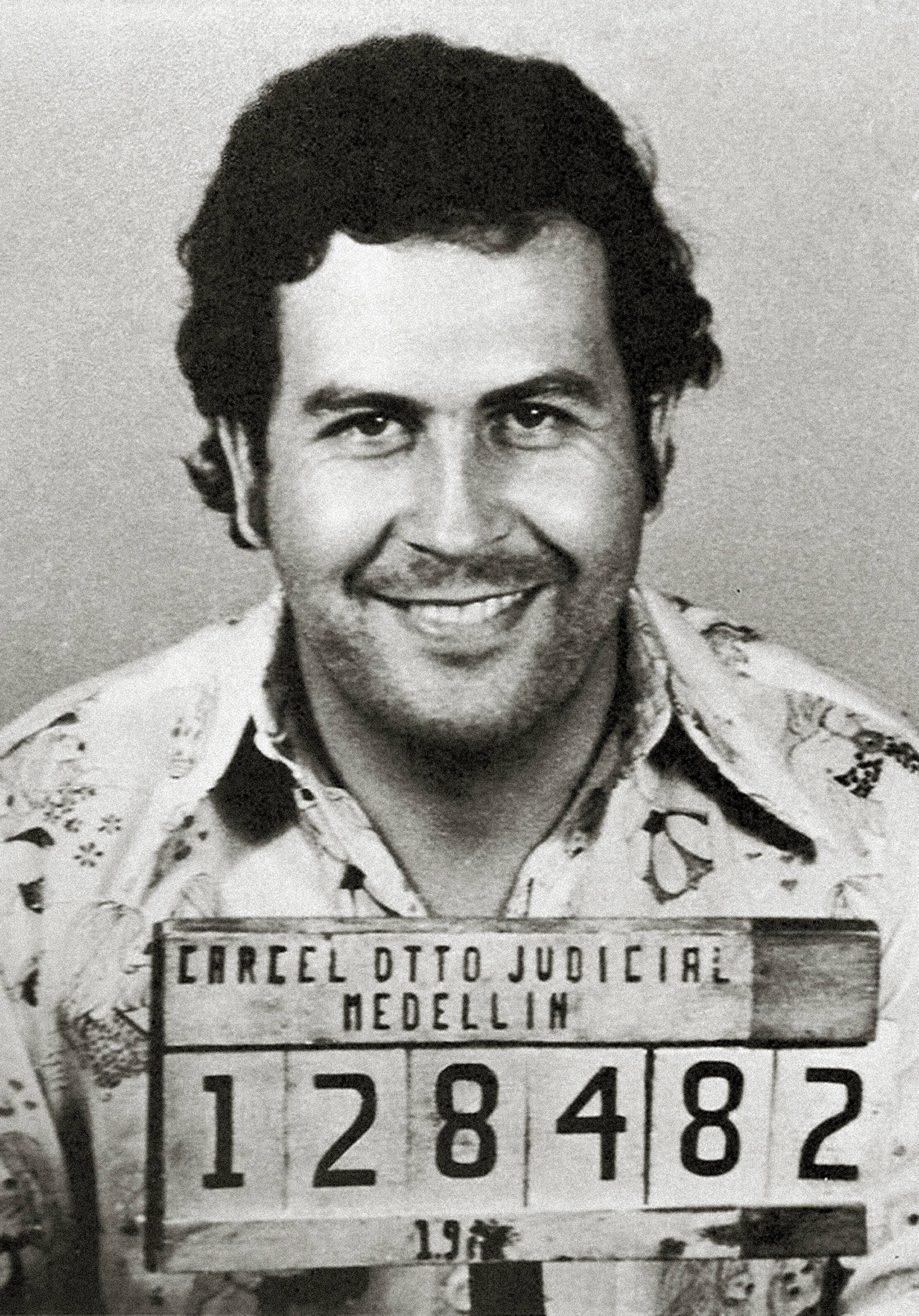
Pablo Escobar en 1977

Durante su gobierno el narcotráfico tuvo una rápida transformación y se empezó a hacer evidente su influencia en la sociedad. Un año antes de asumir la presidencia los capos de Medellín se unieron para crear lo que llamó la DEA en 1983 Cartel de Medellín. La falta de acción de su gobierno permitió el crecimiento del tráfico de cocaína, influenciado por el fin de la llamada bonanza marimbera. Algunos estudiosos indican que ésta negligencia se dio por la obsesión del gobierno de erradicar la izquierda, además de los sobornos recibidos por las autoridades y políticos.
Las presiones ejercidas por el gobierno de Jimmy Carter y las acusaciones de complicidad con el narcotráfico llevaron a Turbay a iniciar la persecución de los cultivos ilícitos. Realizaron la Operación Fulminante contra la Bonanza Marimbera. El 14 de septiembre de 1979, ambos gobiernos firmaron el primer tratado de extradición de la historia de Colombia. Fue ratificado a inicios de 1980 aunque no llevó la firma del presidente, lo que llevó a su invalidez en 1986.
En 1981 el Cartel de Medellín entre otros crearon el Muerte a Secuestradores (MAS),primer grupo narcoparamilitar de Colombia. La organización de autodefensas paramilitares con apoyo de las Fuerzas Militares como en el Magdalena Medio, donde nació la Asociación Campesina de Ganaderos y Agricultores del Magdalena Medio (ACDEGAM). la Alianza Americana Anticomunista (AAA).

## Televisión en colores
Dentro de sus obras se destacan la instauración de la televisión en color, el sábado 1 de diciembre de 1979, pese a que la primera vez que se vio una señal a color en Colombia fue el 13 de junio de 1974, durante el Mundial de Alemania Federal, en el enfrentamiento entre Brasil y Yugoslavia (0-0). La primera transmisión se hizo a las afueras de la sede del Instituto Nacional de Radio y Televisión (Inravisión), y si bien iba dirigido a 25 millones de hogares colombianos, el servicio fue llegando gradualmente pues no toda la población contaba con los televisores adecuados para ello, y los que los poseían de años atrás eran personas con altos recursos económicos.
La transmisión mostró al presidente Turbay, y su ministro de José Manuel Arias Carrizosa, junto con imágenes de la Casa de Nariño y de la geografía colombiano, fue la programación especial para ese día. Asimismo Turbay se convirtió en el primer presidente en hacer una alocución presidencial televisada a color, a través del Canal 7, quien realizó la primera transmisión de este tipo.

## Otras obras
También presentó el Plan de Integración Nacional, en el que la infraestructura, tuvo un impulso muy significativo. En 1979 también presentó un proyecto de reforma a la constitución de 1886, donde se buscaba modificar el sistema judicial y el funcionamiento del Congreso, pero la Corte Suprema de Justicia colombiana lo declaró inexequible (contrario a la constitución y por tanto ilegal), en 1981. 

Bandera de la UMNG

Su entonces esposa y primera dama Nydia Quintero tenía desde 1975 una fundación sin ánimo de lucro conocida como Solidaridad por Colombia, que bajo su mandato se hizo muy popular gracias a las caminatas que realizaba junto con artistas invitados y estrellas internacionales por las calles de Bogotá. Pese al apoyo social y el prestigio de que su directora fuera la primera dama, Turbay directamente no participó en la fundación. 
Turbay creó la Universidad Militar Nueva Granada, institución pública especial días antes de entregar el poder, y que en un principio iba encaminada a la profesionalización de los miembros de la fuerza pública.